# Dúnlaing mac Tuathal
Dúnlaing mac Tuathal (mort en 1014) est roi de Leinster en 1014.

## Origine
Dúnlaing mac Tuathal appartient au Uí Muiredaig l'un des trois Septs de la dynastie de Uí Dúnlainge, qui alternent sur le trône de Leinster
Il est le fils de Tuathal mac Augaire roi en 947 † en 958 et le frère de Augaire mac Tuathail roi de 972 † en 978. Après la mort de Máel Mórda mac Murchada du Sept rival des Uí Fáeláin lors de la Bataille de Clontarf le Vendredi Saint 23 avril 1014, il demeure seul roi de Leinster mais il meurt la même année.

## Postérité
Dúnlaing mac Tuathal  est le père d'une fille et de quatre fils  qui se succèdent sur le trône du Leinster jusqu'à ce qu'il soit occupé à partir de 1042 par la dynastie rivale des Uí Cheinnselaigh en la personne de Diarmait mac Mail na mBo
- Donncuan mac Dúnlainge roi en 1014 † en 1016 ;
- Augaire mac Dúnlainge roi  en 1018  † en 1024 ;
- Donnchad mac Dúnlainge roi en 1024  déposé en 1033 † en 1036 ;
- Murchad mac Dúnlainge roi en 1039  † en 1042 ;
- Maelcorcaig ingen Dúnlainge mac Tuathal épouse de Amlaíb mac Sitriuc.

## Sources
- (en) Francis John Byrne Irish Kings and High Kings: "Kings of Leinster": Genealogical Tables, p. 290, Dublin, réédition (2004)  (ISBN 1851825525).
- (en) Theodore William Moody, Francis John Byrne Francis X.Martin A New History of Ireland" Tome IX ; Maps Genealogies, Lists. Oxford University Press  (ISBN 0198217455), p. 201.